# Frot

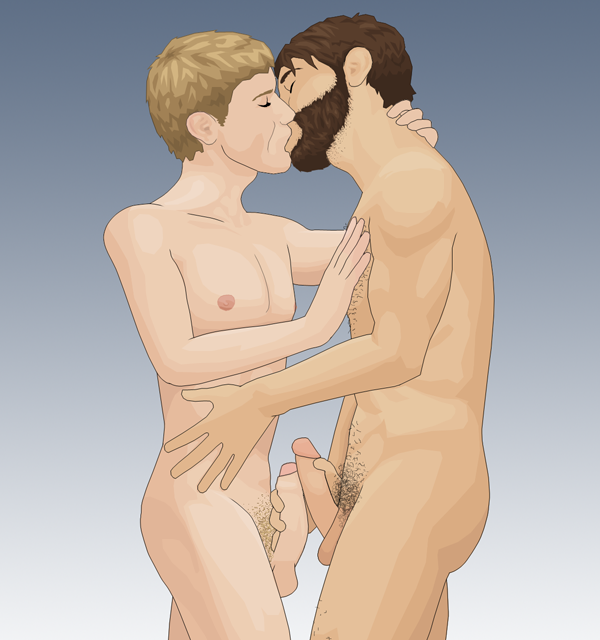
Frot

Frot (del francés frotter, "frotar") es una práctica sexual no penetrativa entre hombres que implica la mutua manipulación de los genitales.

## Definiciones
El frot implica que ambos compañeros sexuales rozan los penes erectos, uno contra otro y se masturban mutuamente con sus penes en contacto, o siendo mujeres, estimulando su vulva, generalmente estando abrazados mientras se acarician y besan frente a frente, aunque pueden adoptarse otras posiciones. El término fue acuñado por activistas gays que desdeñaban el sexo anal. Esta práctica sexual guarda parecido con el tribadismo o «hacer la tijera» en una relación sexual lésbica.

## Descripción
El frot estimula simultáneamente el pene de ambos compañeros, especialmente el frenillo (algunos practicantes de frot lo llaman "punto ideal", porque el frenillo es la parte más sensible del glande). Muchos homosexuales y bisexuales prefieren esta práctica al sexo anal, pues según ellos, el orgasmo se logra explorando el cuerpo del compañero, con el mayor contacto posible cuerpo a cuerpo.
A menudo, los jóvenes homosexuales se involucran en el frot como una forma más segura de descubrimiento compartido de la intimidad sexual. Y es importante destacar que el frot mantiene bajas, aunque no nulas, las probabilidades de contraer VIH/sida.

### No confundir frot con frotismo
El frot debe diferenciarse del frotismo, que es una parafilia, consistente en rozarse sexualmente con personas sin que haya consentimiento en el contacto.